# Oosterflank (stacja metra)
Oosterflank – stacja metra w Rotterdamie, położona na linii A (zielonej) i B (żółtej). Została otwarta 28 maja 1983. Stacja znajduje się w obszarze Oosterflank, w dzielnicy Prins Alexander.